# Kukșîn, Nijîn
Kukșîn (în ucraineană Кукшин) este localitatea de reședință a comunei Kukșîn din raionul Nijîn, regiunea Cernihiv, Ucraina.

## Demografie
Componența lingvistică a localității Kukșîn
     Ucraineană (98,42%)
     Rusă (1,48%)
     Alte limbi (0,11%)
Conform recensământului din 2001, majoritatea populației localității Kukșîn era vorbitoare de ucraineană (98,42%), existând în minoritate și vorbitori de rusă (1,48%).